# William A. Ward
William Ayres Ward (* 10. Juni 1928 in Chicago; † 13. September 1996 in Providence) war ein amerikanischer Ägyptologe.
Ward studierte zunächst an der Butler University in Indianapolis (B.A. in Religionsgeschichte 1951) und dann Ägyptologie an der University of Chicago (M.A. 1955) sowie semitische Sprachen an der Brandeis University (Promotion 1958). Anschließend lehrte er in Beirut, zunächst am Beirut College for Women, seit 1963 an der American University of Beirut. Von 1986 bis 1996 lehrte er als Visiting Professor an der Brown University in Providence.
Seine Hauptforschungsgebiete umfassten die Beziehungen von Ägypten zur Levante, ägyptisch-semitische etymologische Studien sowie Skarabäen und Titel des Alten und Mittleren Reiches.

## Schriften (Auswahl)
- mit Olga Tufnell: Studies on scarab seal.; Scarab seals and their contribution to history in the early second millennium B.C. Aris & Phillips, Westminster 1984, ISBN 0-85668-130-X.